# هيرتن
هرتن (بالألمانية: Herten) هي بلدة ألمانية تقع في ألمانيا في ركلنهاوزن. يقدر عدد سكانها بـ 62,878 نسمة .

## المدن التوأمة
مدن أراس، شنيهبرغ، دونكاستر وSzczytno هي مدن توأمة لـهرتن.

## أعلام
- كريسين تيم
- فاطمة قرة
- فيلي ماير
- كريم ديميرباي
- بيتر كينت